# Đường lên đỉnh Olympia năm thứ 18
Đường lên đỉnh Olympia năm thứ 18, thường được gọi tắt là Olympia 18 hay O18, là năm thứ 18 của cuộc thi Đường lên đỉnh Olympia dành cho học sinh trung học phổ thông do Đài Truyền hình Việt Nam tổ chức. Cuộc thi năm thứ 18 được phát sóng trên kênh VTV3 từ ngày 3 tháng 9 năm 2017 và kết thúc với trận chung kết được truyền hình trực tiếp vào ngày 2 tháng 9 năm 2018.
Nhà vô địch của năm thứ 18 là Nguyễn Hoàng Cường đến từ Trường Trung học phổ thông Hòn Gai, Quảng Ninh.

## Luật chơi

### Khởi động
Trong vòng 1 phút, mỗi thí sinh khởi động với tối đa 12 câu hỏi. Mỗi câu trả lời đúng được 10 điểm, trả lời sai không có điểm.

#### Olympedia
Olympedia là một mục nhỏ trong chương trình Đường lên đỉnh Olympia ngay sau khi phần thi Khởi động kết thúc, nhằm cung cấp thêm thông tin về một câu hỏi đã được đưa ra trong phần thi này.

### Vượt chướng ngại vật
Có 4 từ hàng ngang, cũng là 4 gợi ý liên quan đến một chướng ngại vật mà các thí sinh phải đi tìm. Có 1 bức tranh (là một gợi ý quan trọng liên quan đến chướng ngại vật) được chia làm 5 phần: 4 góc tương đương với 4 từ hàng ngang và một ô trung tâm. Ô trung tâm cũng là một câu hỏi, mở được ô này sẽ mở được phần quan trọng nhất của bức tranh.
Mỗi thí sinh có 1 lượt lựa chọn trả lời một trong các từ hàng ngang này. Cả bốn thí sinh cùng trả lời câu hỏi bằng máy tính trong thời gian 15 giây. Trả lời đúng mỗi từ hàng ngang, thí sinh được 10 điểm. Ngoài việc mở được từ hàng ngang nếu trả lời đúng, một góc của hình ảnh được đánh số tương ứng với từ hàng ngang cũng được mở ra.
Thí sinh có thể bấm chuông trả lời chướng ngại vật bất cứ lúc nào. Trả lời đúng chướng ngại vật trong từ hàng ngang đầu tiên được 80 điểm, trong từ hàng ngang thứ 2 được 60 điểm, trong từ hàng ngang thứ 3 được 40 điểm, trong từ hàng ngang thứ 4 được 20 điểm.
Sau 4 từ hàng ngang, câu hỏi thứ 5 sẽ hiện ra ở phần trung tâm của bức tranh. Đáp án của câu hỏi này là gợi ý cuối cùng của chương trình. Trả lời đúng câu hỏi thứ 5 này, thí sinh được 10 điểm. Nếu trả lời đúng chướng ngại vật sau câu hỏi thứ 5, thí sinh được 10 điểm. Nếu trả lời sai chướng ngại vật, thí sinh sẽ bị loại khỏi phần chơi này.
Điểm tối đa là 90 điểm.

### Tăng tốc
Có 4 câu hỏi gồm 1 câu hỏi dưới dạng tư duy logic, 1 câu hỏi sắp xếp và 2 câu hỏi bằng video, mỗi câu các thí sinh có 30 giây để trả lời bằng máy tính. Thí sinh trả lời đúng và nhanh nhất được 40 điểm, đúng và nhanh thứ 2 được 30 điểm, đúng và nhanh thứ 3 được 20 điểm, đúng và nhanh thứ 4 được 10 điểm.
Điểm tối đa là 160 điểm.

### Về đích
Có 3 gói câu hỏi với các mức 40, 60, 80 điểm để thí sinh lựa chọn. Trong đó gói 40 điểm gồm 2 câu hỏi 10 điểm và 1 câu hỏi 20 điểm; gói 60 điểm gồm 1 câu hỏi 10 điểm, 1 câu hỏi 20 điểm và 1 câu hỏi 30 điểm; gói 80 điểm gồm 1 câu hỏi 20 điểm và 2 câu hỏi 30 điểm. Thời gian suy nghĩ và trả lời của câu 10 điểm là 10 giây, câu 20 điểm là 15 giây, câu 30 điểm là 20 giây.
Thí sinh đang trả lời gói câu hỏi của mình phải đưa ra câu trả lời trong thời gian quy định của chương trình. Nếu trả lời đúng, thi sính sẽ ghi được điểm của câu hỏi đó; nếu không trả lời được câu hỏi thì các thí sinh còn lại có 5 giây để bấm chuông giành quyền trả lời. Trả lời đúng được cộng thêm số điểm của câu hỏi từ thí sinh đang thi, trả lời sai sẽ bị trừ nửa số điểm của câu hỏi.
Thí sinh có quyền được đặt ngôi sao hy vọng một lần trước bất kỳ câu hỏi nào. Trả lời đúng được gấp đôi số điểm, trả lời sai bị trừ đi số điểm của câu hỏi.
Điểm cao nhất đạt được là 350 điểm khi thí sinh chọn gói 80 điểm, trả lời đúng cả ba câu, trong đó 1 câu 30 điểm đã được thí sinh đặt ngôi sao hy vọng và thí sinh đó cướp được điểm từ cả ba câu trong gói này của 3 thí sinh khác.

## Giải thưởng
| Cuộc thi | Giải Nhất                    | Giải Nhì       | Giải Ba        |
| -------- | ---------------------------- | -------------- | -------------- |
| Tuần     | 4.000.000 VNĐ + Cúp kỉ niệm  | 3.000.000 VNĐ  | 2.000.000 VNĐ  |
| Tháng    | 6.000.000 VNĐ + Cúp kỉ niệm  | 4.000.000 VNĐ  | 3.000.000 VNĐ  |
| Quý      | 25.000.000 VNĐ + Cúp kỉ niệm | 8.000.000 VNĐ  | 4.000.000 VNĐ  |
| Năm      | 35.000 USD + Cúp kỉ niệm     | 20.000.000 VNĐ | 10.000.000 VNĐ |

## Các số phát sóng
| Chung kết năm | Chung kết năm         | Tổng kết | Tổng kết |
| ------------- | --------------------- | -------- | --- |
| Quý 1         | Nguyễn Hữu Quang Nhật | Vô địch  | Nguyễn Hoàng Cường THPT Hòn Gai, Quảng Ninh                                                                             |
| Quý 2         | Chu Quang Trường      | Vô địch  | Nguyễn Hoàng Cường THPT Hòn Gai, Quảng Ninh                                                                             |
| Quý 3         | Nguyễn Hoàng Cường    | Kỷ lục   | Nguyễn Hoàng Cường - 370 điểm THPT Hòn Gai, Quảng Ninh Nguyễn Nhật Hoàng - 370 điểm THPT Chuyên Lê Hồng Phong, Nam Định |
| Quý 4         | Lê Thanh Tân Nhật     | Kỷ lục   | Nguyễn Hoàng Cường - 370 điểm THPT Hòn Gai, Quảng Ninh Nguyễn Nhật Hoàng - 370 điểm THPT Chuyên Lê Hồng Phong, Nam Định |

- Lưu ý: Điểm thi của các thí sinh ở mỗi vòng Khởi động, Vượt chướng ngại vật, Tăng tốc và Về đích là điểm của riêng phần thi đó.

| Thí sinh đạt giải nhất và trực tiếp lọt vào vòng trong  |
| Thí sinh lọt vào vòng trong nhờ có số điểm nhì cao nhất |
| Thí sinh Vô địch cuộc thi Chung kết Năm                 |

### Trận 1: Tuần 1 - Tháng 1 - Quý 1
| Họ và tên thí sinh      | Trường                                      | Khởi động | VCNV | Tăng tốc | Về đích | Tổng điểm |
| ----------------------- | ------------------------------------------- | --------- | ---- | -------- | ------- | --------- |
| Nguyễn Khánh Linh       | THPT Hoàng Văn Thụ, Yên Bái                 | 40        | 0    | 130      | -30     | 140       |
| Nguyễn Song Thảo Nguyên | THPT Chuyên Trần Đại Nghĩa, TP. Hồ Chí Minh | 70        | 0    | 70       | 25      | 165       |
| Hoàng Quốc Đạt          | THPT Nguyễn Trân, Bình Định                 | 100       | 0    | 120      | 65      | 285       |
| Trần Hoài Nam           | THPT Xuân Đỉnh, Hà Nội                      | 40        | 80   | 80       | 90      | 290       |

### Trận 2: Tuần 2 Tháng 1 Quý 1
Phát sóng: 13 giờ 07 phút ngày 10 tháng 9 năm 2017
| Họ và tên thí sinh   | Trường                                | Khởi động | VCNV | Tăng tốc | Về đích | Tổng điểm |
| -------------------- | ------------------------------------- | --------- | ---- | -------- | ------- | --------- |
| Huỳnh Quý Khang      | THPT Phan Văn Trị, Cần Thơ            | 50        | 10   | 60       | 20      | 140       |
| Nguyễn Mỹ Hằng       | THPT Đào Duy Từ, Thái Nguyên          | 70        | 10   | 60       | 0       | 140       |
| Trần Thị Phương Thảo | THPT Cao Bá Quát - Gia Lâm, Hà Nội    | 50        | 60   | 110      | 40      | 260       |
| Lê Minh Quân         | THPT Chuyên Nguyễn Tất Thành, Kon Tum | 90        | 10   | 150      | -10     | 240       |

### Trận 3: Tuần 3 Tháng 1 Quý 1
Phát sóng: 13 giờ 18 phút ngày 17 tháng 9 năm 2017
| Họ và tên thí sinh | Trường                       | Khởi động | VCNV | Tăng tốc | Về đích | Tổng điểm |
| ------------------ | ---------------------------- | --------- | ---- | -------- | ------- | --------- |
| Trần Xuân Hoà      | THPT Kim Sơn A, Ninh Bình    | 40        | 20   | 60       | -50     | 70        |
| Trần Tuấn Phong    | THPT Phan Bội Châu, Đắk Lắk  | 30        | 20   | 80       | -50     | 80        |
| Lê Thành Vinh      | THPT Chuyên Biên Hoà, Hà Nam | 60        | 20   | 100      | 5       | 185       |
| Phan Bá Gia Bảo    | THPT Thanh Chương 3, Nghệ An | 70        | 60   | 100      | 35      | 265       |

### Trận 4: Tháng 1 Quý 1
Phát sóng: 13 giờ 11 phút ngày 24 tháng 9 năm 2017
| Họ và tên thí sinh   | Trường                             | Khởi động | VCNV | Tăng tốc | Về đích | Tổng điểm |
| -------------------- | ---------------------------------- | --------- | ---- | -------- | ------- | --------- |
| Trần Thị Phương Thảo | THPT Cao Bá Quát - Gia Lâm, Hà Nội | 80        | 70   | 40       | 40      | 230       |
| Trần Hoài Nam        | THPT Xuân Đỉnh, Hà Nội             | 60        | 0    | 140      | -20     | 180       |
| Hoàng Quốc Đạt       | THPT Nguyễn Trân, Bình Định        | 90        | 10   | 130      | 5       | 235       |
| Phan Bá Gia Bảo      | THPT Thanh Chương 3, Nghệ An       | 70        | 20   | 80       | 50      | 220       |

- Diệp Chi trở thành người dẫn chương trình duy nhất trong cuộc thi lần nầy.

### Trận 5: Tuần 1 Tháng 2 Quý 1
Phát sóng: 13 giờ 01 phút ngày 1 tháng 10 năm 2017
| Họ và tên thí sinh   | Trường                            | Khởi động | VCNV | Tăng tốc | Về đích | Tổng điểm |
| -------------------- | --------------------------------- | --------- | ---- | -------- | ------- | --------- |
| Trần Nhân Kiệt       | THPT Nguyễn Văn Linh, Phú Yên     | 60        | 80   | 90       | 5       | 235       |
| Bùi Nguyễn Quang Huy | THPT Chuyên Bến Tre, Bến Tre      | 50        | 0    | 130      | 30      | 210       |
| Nguyễn Hoàng Yến     | THPT Nguyễn Thị Minh Khai, Hà Nội | 30        | 0    | 90       | -10     | 110       |
| Phan Thị Lệ Thuỷ     | THPT Nguyễn Viết Xuân, Vĩnh Phúc  | 20        | 0    | 80       | -20     | 80        |

### Trận 6: Tuần 2 Tháng 2 Quý 1
Phát sóng: 13 giờ 01 phút ngày 8 tháng 10 năm 2017
| Họ và tên thí sinh    | Trường                        | Khởi động | VCNV | Tăng tốc | Về đích | Tổng điểm |
| --------------------- | ----------------------------- | --------- | ---- | -------- | ------- | --------- |
| Nguyễn Hữu Quang Nhật | THPT Phan Châu Trinh, Đà Nẵng | 60        | 20   | 120      | 30      | 230       |
| Hoàng Thế Vũ          | THPT An Dương, Hải Phòng      | 10        | 30   | 110      | -5      | 145       |
| Hoàng An Thái         | THPT Kim Liên, Hà Nội         | 40        | 0    | 110      | 70      | 220       |
| Trần Ngọc Vinh        | THPT Xuân Lộc, Đồng Nai       | 60        | 40   | 50       | 30      | 180       |

### Trận 7: Tuần 3 Tháng 2 Quý 1
Phát sóng: 13 giờ 05 phút ngày 15 tháng 10 năm 2017
| Họ và tên thí sinh   | Trường                                     | Khởi động | VCNV | Tăng tốc | Về đích | Tổng điểm |
| -------------------- | ------------------------------------------ | --------- | ---- | -------- | ------- | --------- |
| Nguyễn Thị Ánh Tuyết | THPT Tân Lập, Hà Nội                       | 50        | 20   | 70       | 80      | 220       |
| Nguyễn Thị Ngọc Mai  | THPT Chuyên Hạ Long, Quảng Ninh            | 40        | 20   | 50       | -80     | 30        |
| Lê Vũ Quang Huy      | THPT Phan Châu Trinh, Quảng Nam            | 70        | 40   | 150      | 25      | 285       |
| Diệp Phan Anh Tài    | THCS & THPT Nguyễn Khuyến, TP. Hồ Chí Minh | 20        | 20   | 50       | 25      | 115       |

### Trận 8: Tháng 2 Quý 1
Phát sóng: 13 giờ 10 phút ngày 22 tháng 10 năm 2017
| Họ và tên thí sinh    | Trường                          | Khởi động | VCNV | Tăng tốc | Về đích | Tổng điểm |
| --------------------- | ------------------------------- | --------- | ---- | -------- | ------- | --------- |
| Lê Vũ Quang Huy       | THPT Phan Châu Trinh, Quảng Nam | 60        | 10   | 60       | 10      | 140       |
| Trần Nhân Kiệt        | THPT Nguyễn Văn Linh, Phú Yên   | 40        | 10   | 30       | 40      | 120       |
| Nguyễn Hữu Quang Nhật | THPT Phan Châu Trinh, Đà Nẵng   | 70        | 40   | 70       | 5       | 185       |
| Nguyễn Thị Ánh Tuyết  | THPT Tân Lập, Hà Nội            | 40        | 0    | 40       | 60      | 140       |

### Trận 9: Tuần 1 Tháng 3 Quý 1
Phát sóng: 13 giờ 16 phút ngày 29 tháng 10 năm 2017
| Họ và tên thí sinh   | Trường                                | Khởi động | VCNV | Tăng tốc | Về đích | Tổng điểm |
| -------------------- | ------------------------------------- | --------- | ---- | -------- | ------- | --------- |
| Phạm Trần Hồng Phát  | THPT Trần Văn Quan, Bà Rịa - Vũng Tàu | 80        | 20   | 150      | 30      | 280       |
| Nguyễn Thị Quỳnh Như | THPT Nguyễn Trãi, Bình Dương          | 40        | 80   | 0        | 30      | 150       |
| Nguyễn Ngọc Linh     | THPT Chu Văn An, Hà Nội               | 60        | 20   | 90       | 30      | 200       |
| Vũ Thị Quyên         | THPT Quang Trung, Hải Dương           | 90        | 10   | 50       | -10     | 140       |

### Trận 10: Tuần 2 Tháng 3 Quý 1
Phát sóng: 13 giờ 10 phút ngày 5 tháng 11 năm 2017
| Họ và tên thí sinh      | Trường                             | Khởi động | VCNV | Tăng tốc | Về đích | Tổng điểm |
| ----------------------- | ---------------------------------- | --------- | ---- | -------- | ------- | --------- |
| Nguyễn Ngọc Quỳnh Trang | THPT Dương Quảng Hàm, Hưng Yên     | 40        | 0    | 80       | -30     | 90        |
| Dương Ngọc Yến          | THPT Chu Văn An, An Giang          | 20        | 10   | 120      | -15     | 135       |
| Nguyễn Đỗ Hoàng Giang   | THPT Chuyên Lê Quý Đôn, Ninh Thuận | 90        | 90   | 130      | 30      | 340       |
| Nguyễn Văn Thân         | THPT Tân Uyên, Lai Châu            | 30        | 0    | 60       | 70      | 160       |

### Trận 11: Tuần 3 Tháng 3 Quý 1
Phát sóng: 13 giờ 05 phút ngày 12 tháng 11 năm 2017
| Họ và tên thí sinh  | Trường                            | Khởi động | VCNV | Tăng tốc | Về đích | Tổng điểm |
| ------------------- | --------------------------------- | --------- | ---- | -------- | ------- | --------- |
| Lê Nguyễn Tâm An    | THPT Chuyên Lê Quý Đôn, Điện Biên | 40        | 30   | 70       | 90      | 230       |
| Đào Đặng Thành      | THPT Phú Nhuận, TP. Hồ Chí Minh   | 80        | 0    | 60       | 50      | 190       |
| Trần Minh Thảo      | THPT Phạm Văn Đồng, Quảng Ngãi    | 80        | 30   | 130      | 0       | 240       |
| Nguyễn Thị Ngọc Ánh | THPT Xuân Giang, Hà Nội           | 60        | 20   | 40       | -30     | 90        |

### Trận 12: Tháng 3 Quý 1
Phát sóng: 13 giờ 24 phút ngày 19 tháng 11 năm 2017
| Họ và tên thí sinh    | Trường                                | Khởi động | VCNV | Tăng tốc | Về đích | Tổng điểm |
| --------------------- | ------------------------------------- | --------- | ---- | -------- | ------- | --------- |
| Lê Nguyễn Tâm An      | THPT Chuyên Lê Quý Đôn, Điện Biên     | 50        | 0    | 40       | 70      | 160       |
| Trần Minh Thảo        | THPT Phạm Văn Đồng, Quảng Ngãi        | 60        | 90   | 110      | 10      | 270       |
| Nguyễn Đỗ Hoàng Giang | THPT Chuyên Lê Quý Đôn, Ninh Thuận    | 50        | 10   | 120      | 10      | 190       |
| Phạm Trần Hồng Phát   | THPT Trần Văn Quan, Bà Rịa - Vũng Tàu | 70        | 10   | 100      | 70      | 250       |

### Trận 13: Quý 1
Phát sóng: 13 giờ 10 phút ngày 26 tháng 11 năm 2017
| Họ và tên thí sinh    | Trường                                | Khởi động | VCNV | Tăng tốc | Về đích | Tổng điểm |
| --------------------- | ------------------------------------- | --------- | ---- | -------- | ------- | --------- |
| Trần Minh Thảo        | THPT Phạm Văn Đồng, Quảng Ngãi        | 50        | 10   | 70       | 0       | 130       |
| Hoàng Quốc Đạt        | THPT Nguyễn Trân, Bình Định           | 80        | 10   | 130      | 30      | 250       |
| Phạm Trần Hồng Phát   | THPT Trần Văn Quan, Bà Rịa - Vũng Tàu | 30        | 0    | 70       | -20     | 80        |
| Nguyễn Hữu Quang Nhật | THPT Phan Châu Trinh, Đà Nẵng         | 80        | 30   | 90       | 80      | 280       |

### Trận 14: Tuần 1 Tháng 1 Quý 2
Phát sóng: 13 giờ ngày 3 tháng 12 năm 2017
| Họ và tên thí sinh  | Trường                        | Khởi động | VCNV | Tăng tốc | Về đích | Tổng điểm |
| ------------------- | ----------------------------- | --------- | ---- | -------- | ------- | --------- |
| Trương Đức Tân      | THPT Nam Đông Quan, Thái Bình | 90        | 0    | 40       | 30      | 160       |
| Nguyễn Quốc Hoàng   | THPT Nông Cống 1, Thanh Hoá   | 70        | 0    | 100      | 20      | 190       |
| Trần Nguyễn Hữu Thọ | THPT Chuyên Quốc học, TP. Huế | 60        | 10   | 130      | 35      | 235       |
| Nguyễn Công Minh    | THPT Bảo Lộc, Lâm Đồng        | 20        | 20   | 60       | -50     | 50        |

### Trận 15: Tuần 2 Tháng 1 Quý 2
Phát sóng: 13 giờ 08 phút ngày 10 tháng 12 năm 2017
| Họ và tên thí sinh | Trường                            | Khởi động | VCNV | Tăng tốc | Về đích | Tổng điểm |
| ------------------ | --------------------------------- | --------- | ---- | -------- | ------- | --------- |
| Võ Phương Trâm     | THPT Trần Bình Trọng, Khánh Hoà   | 70        | 10   | 80       | -20     | 140       |
| Nguyễn Quỳnh Chi   | THPT Thanh Ba, Phú Thọ            | 60        | 10   | 60       | -60     | 70        |
| Võ Thanh Long      | THPT Chuyên Lê Quý Đôn, Quảng Trị | 70        | 90   | 70       | 60      | 290       |
| Trần Nhân Quyền    | PT Liên cấp TH School, Hà Nội     | 100       | 0    | 60       | 70      | 230       |

### Trận 16: Tuần 3 Tháng 1 Quý 2
Phát sóng: 13 giờ ngày 17 tháng 12 năm 2017
| Họ và tên thí sinh   | Trường                                     | Khởi động | VCNV | Tăng tốc | Về đích | Tổng điểm |
| -------------------- | ------------------------------------------ | --------- | ---- | -------- | ------- | --------- |
| Nguyễn Ngọc Minh Tâm | THPT Chuyên Ngoại ngữ, ĐHQG Hà Nội, Hà Nội | 50        | 10   | 80       | 50      | 190       |
| Trần Thị Bích Đào    | THCS & THPT Nguyễn Văn Khải, Đồng Tháp     | 10        | 0    | 0        | -10     | 0         |
| Nguyễn Minh Tiến     | THPT Lương Phú, Thái Nguyên                | 20        | 10   | 90       | 30      | 150       |
| Bùi Quang Huy        | THPT Lý Thường Kiệt, Bình Thuận            | 60        | 40   | 60       | 50      | 210       |

### Trận 17: Tháng 1 Quý 2
Phát sóng: 13 giờ ngày 24 tháng 12 năm 2017
| Họ và tên thí sinh  | Trường                            | Khởi động | VCNV | Tăng tốc | Về đích | Tổng điểm |
| ------------------- | --------------------------------- | --------- | ---- | -------- | ------- | --------- |
| Trần Nhân Quyền     | PT Liên cấp TH School, Hà Nội     | 80        | 70   | 70       | 40      | 260       |
| Trần Nguyễn Hữu Thọ | THPT Chuyên Quốc học, TP. Huế     | 70        | 10   | 60       | 60      | 200       |
| Võ Thanh Long       | THPT Chuyên Lê Quý Đôn, Quảng Trị | 40        | 0    | 140      | -35     | 145       |
| Bùi Quang Huy       | THPT Lý Thường Kiệt, Bình Thuận   | 50        | 0    | 60       | 20      | 130       |

### Trận 18: Tuần 1 Tháng 2 Quý 2
Phát sóng: 13 giờ ngày 31 tháng 12 năm 2017
| Họ và tên thí sinh   | Trường                      | Khởi động | VCNV | Tăng tốc | Về đích | Tổng điểm |
| -------------------- | --------------------------- | --------- | ---- | -------- | ------- | --------- |
| Đỗ Anh Tú            | THPT Ea H'Leo, Đắk Lắk      | 80        | 10   | 90       | -15     | 165       |
| Trần Gia Bảo         | THPT Châu Văn Liêm, Cần Thơ | 70        | 10   | 90       | 25      | 195       |
| Hoàng Thị Thanh Ngân | THPT Chuyên Sơn La, Sơn La  | 50        | 90   | 30       | 10      | 180       |
| Hoàng Đức Thái       | THPT Sóc Sơn, Hà Nội        | 50        | 10   | 90       | 10      | 160       |

### Trận 19: Tuần 2 Tháng 2 Quý 2
Phát sóng: 13 giờ ngày 7 tháng 1 năm 2018
| Họ và tên thí sinh | Trường                               | Khởi động | VCNV | Tăng tốc | Về đích | Tổng điểm |
| ------------------ | ------------------------------------ | --------- | ---- | -------- | ------- | --------- |
| Phùng Hoàng Ca     | THPT Chuyên Lê Thánh Tông, Quảng Nam | 70        | 60   | 30       | 5       | 165       |
| Lê Hồ Hoài Bão     | THPT Thành phố Cao Bằng, Cao Bằng    | 60        | 10   | 60       | 30      | 160       |
| Đỗ Văn Đạt         | THPT Vạn Xuân, Hà Nội                | 30        | 10   | 0        | -20     | 20        |
| Đào Thị Thuỷ Tiên  | THPT Phan Đình Phùng, Hà Tĩnh        | 50        | 10   | 40       | 20      | 120       |

### Trận 20: Tuần 3 Tháng 2 Quý 2
Phát sóng: 13 giờ ngày 14 tháng 1 năm 2018
| Họ và tên thí sinh | Trường                           | Khởi động | VCNV | Tăng tốc | Về đích | Tổng điểm |
| ------------------ | -------------------------------- | --------- | ---- | -------- | ------- | --------- |
| Lương Đức Thành    | THPT Chuyên Chu Văn An, Lạng Sơn | 70        | 0    | 120      | 60      | 250       |
| Nguyễn Hà Minh     | THPT Nguyễn Bỉnh Khiêm, Gia Lai  | 80        | 0    | 90       | 60      | 230       |
| Đào Quang Tùng     | THPT Nguyễn Gia Thiều, Hà Nội    | 70        | 70   | 30       | -30     | 140       |
| Thái Minh Tài      | THPT Phước Bình, Bình Phước      | 40        | 10   | 70       | 20      | 140       |

### Trận 21: Tháng 2 Quý 2
Phát sóng: 13 giờ ngày 21 tháng 1 năm 2018
| Họ và tên thí sinh | Trường                               | Khởi động | VCNV | Tăng tốc | Về đích | Tổng điểm |
| ------------------ | ------------------------------------ | --------- | ---- | -------- | ------- | --------- |
| Lương Đức Thành    | THPT Chuyên Chu Văn An, Lạng Sơn     | 30        | 70   | 100      | 70      | 270       |
| Trần Gia Bảo       | THPT Châu Văn Liêm, Cần Thơ          | 40        | 0    | 50       | 110     | 200       |
| Phùng Hoàng Ca     | THPT Chuyên Lê Thánh Tông, Quảng Nam | 80        | 10   | 90       | -10     | 170       |
| Nguyễn Hà Minh     | THPT Nguyễn Bỉnh Khiêm, Gia Lai      | 70        | 0    | 90       | -40     | 120       |

### Trận 22: Tuần 1 Tháng 3 Quý 2
Phát sóng: 13 giờ ngày 28 tháng 1 năm 2018
| Họ và tên thí sinh | Trường                                 | Khởi động | VCNV | Tăng tốc | Về đích | Tổng điểm |
| ------------------ | -------------------------------------- | --------- | ---- | -------- | ------- | --------- |
| Nguyễn Xuân Long   | THPT Mê Linh, Hà Nội                   | 70        | 50   | 50       | -35     | 135       |
| Hồ Thanh Nhã Uyên  | THPT Hướng Hoá, Quảng Trị              | 60        | 10   | 30       | -20     | 80        |
| Chu Quang Trường   | THPT Nguyễn Chí Thanh, TP. Hồ Chí Minh | 80        | 10   | 70       | 90      | 250       |
| Tạ Thị Thanh Tâm   | THPT Chuyên Vĩnh Phúc, Vĩnh Phúc       | 70        | 10   | 90       | 30      | 200       |

### Trận 23: Tuần 2 Tháng 3 Quý 2
Phát sóng: 13 giờ ngày 4 tháng 2 năm 2018
| Họ và tên thí sinh   | Trường                             | Khởi động | VCNV | Tăng tốc | Về đích | Tổng điểm |
| -------------------- | ---------------------------------- | --------- | ---- | -------- | ------- | --------- |
| Lăng Quang Nhật      | THPT Chuyên Bắc Kạn, Bắc Kạn       | 60        | 70   | 80       | 30      | 240       |
| Châu Hoàng Cát Tường | THPT Dầu Giây, Đồng Nai            | 50        | 10   | 60       | 40      | 160       |
| Đỗ Tuấn Minh         | THPT Nguyễn Trãi - Ba Đình, Hà Nội | 60        | 0    | 0        | -20     | 40        |
| Trần Thị Vân Anh     | THPT Xuyên Mộc, Bà Rịa - Vũng Tàu  | 80        | 10   | 60       | 80      | 230       |

### Trận 24: Tuần 3 Tháng 3 Quý 2
Phát sóng: 13 giờ ngày 11 tháng 2 năm 2018
| Họ và tên thí sinh   | Trường                         | Khởi động | VCNV | Tăng tốc | Về đích | Tổng điểm |
| -------------------- | ------------------------------ | --------- | ---- | -------- | ------- | --------- |
| Nguyễn Đăng Tuấn Anh | THPT Chuyên Nguyễn Huệ, Hà Nội | 60        | 90   | 70       | 15      | 235       |
| Nguyễn Thanh Lịch    | THPT Phan Văn Hoà, Vĩnh Long   | 20        | 0    | 0        | -60     | -40       |
| Bùi Ngọc Đạt         | THPT Quảng Xương 2, Thanh Hoá  | 50        | 10   | 50       | 85      | 195       |
| Thái Khắc Đức An     | THPT Đức Trọng, Lâm Đồng       | 70        | 10   | 80       | 70      | 230       |

### Trận 25: Tháng 3 Quý 2
Phát sóng: 13 giờ ngày 18 tháng 2 năm 2018
| Họ và tên thí sinh   | Trường                                 | Khởi động | VCNV | Tăng tốc | Về đích | Tổng điểm |
| -------------------- | -------------------------------------- | --------- | ---- | -------- | ------- | --------- |
| Nguyễn Đăng Tuấn Anh | THPT Chuyên Nguyễn Huệ, Hà Nội         | 40        | 10   | 70       | -40     | 80        |
| Lăng Quang Nhật      | THPT Chuyên Bắc Kạn, Bắc Kạn           | 70        | 10   | 60       | -50     | 90        |
| Chu Quang Trường     | THPT Nguyễn Chí Thanh, TP. Hồ Chí Minh | 90        | 90   | 70       | -10     | 240       |
| Thái Khắc Đức An     | THPT Đức Trọng, Lâm Đồng               | 40        | 10   | 130      | 35      | 215       |

### Trận 26: Quý 2
Phát sóng: 13 giờ ngày 25 tháng 2 năm 2018
| Họ và tên thí sinh | Trường                                 | Khởi động | VCNV | Tăng tốc | Về đích | Tổng điểm |
| ------------------ | -------------------------------------- | --------- | ---- | -------- | ------- | --------- |
| Thái Khắc Đức An   | THPT Đức Trọng, Lâm Đồng               | 60        | 10   | 80       | 60      | 210       |
| Trần Nhân Quyền    | PT Liên cấp TH School, Hà Nội          | 70        | 50   | 80       | 80      | 280       |
| Lương Đức Thành    | THPT Chuyên Chu Văn An, Lạng Sơn       | 70        | 10   | 60       | -5      | 135       |
| Chu Quang Trường   | THPT Nguyễn Chí Thanh, TP. Hồ Chí Minh | 60        | 10   | 110      | 110     | 290       |

### Trận 27: Tuần 1 Tháng 1 Quý 3
Phát sóng: 13 giờ ngày 4 tháng 3 năm 2018
| Họ và tên thí sinh | Trường                                                | Khởi động | VCNV | Tăng tốc | Về đích | Tổng điểm |
| ------------------ | ----------------------------------------------------- | --------- | ---- | -------- | ------- | --------- |
| Lê Huỳnh Hiếu Quân | Tiểu học, THCS & THPT Quốc tế Á Châu, TP. Hồ Chí Minh | 60        | 0    | 70       | 50      | 180       |
| Chử Thị Kim Như    | THPT Hồng Quang, Hải Dương                            | 50        | 0    | 20       | 0       | 70        |
| Nguyễn Trọng Nghĩa | THPT Kiến An, Hải Phòng                               | 70        | 80   | 100      | 75      | 325       |
| Ngô Xuân Trường    | THPT Chuyên Hùng Vương, Bình Dương                    | 80        | 0    | 130      | -30     | 180       |

### Trận 28: Tuần 2 Tháng 1 Quý 3
Phát sóng: 13 giờ ngày 11 tháng 3 năm 2018
| Họ và tên thí sinh   | Trường                                   | Khởi động | VCNV | Tăng tốc | Về đích | Tổng điểm |
| -------------------- | ---------------------------------------- | --------- | ---- | -------- | ------- | --------- |
| Nguyễn Thị Bích Ngọc | THPT Nguyễn Công Trứ, Ninh Bình          | 20        | 10   | 50       | -40     | 40        |
| Trịnh Thị Mỹ Linh    | THPT Ngọc Hồi, Hà Nội                    | 40        | 10   | 90       | 10      | 150       |
| Trần Hồng Quân       | THPT Chuyên Nguyễn Thiện Thành, Trà Vinh | 40        | 10   | 40       | 20      | 110       |
| Trần Nguyễn Nhất Tín | THPT Đức Linh, Bình Thuận                | 80        | 40   | 110      | 70      | 300       |

### Trận 29: Tuần 3 Tháng 1 Quý 3
Phát sóng: 13 giờ ngày 18 tháng 3 năm 2018
| Họ và tên thí sinh | Trường                                     | Khởi động | VCNV | Tăng tốc | Về đích | Tổng điểm |
| ------------------ | ------------------------------------------ | --------- | ---- | -------- | ------- | --------- |
| Nguyễn Thành Nam   | THPT Yên Dũng số 2, Bắc Giang              | 50        | 10   | 100      | -50     | 110       |
| Trương Tấn Dũng    | THPT Trung Giã, Hà Nội                     | 60        | 70   | 90       | 40      | 260       |
| Lâm Nhựt Thịnh     | THPT Chuyên Lê Hồng Phong, TP. Hồ Chí Minh | 80        | 10   | 140      | 40      | 270       |
| Nguyễn Thế Hoàng   | THPT Ngũ Hành Sơn, Đà Nẵng                 | 70        | 0    | 50       | -20     | 100       |

### Trận 30: Tháng 1 Quý 3
Phát sóng: 13 giờ ngày 25 tháng 3 năm 2018
| Họ và tên thí sinh   | Trường                                     | Khởi động | VCNV | Tăng tốc | Về đích | Tổng điểm |
| -------------------- | ------------------------------------------ | --------- | ---- | -------- | ------- | --------- |
| Lâm Nhựt Thịnh       | THPT Chuyên Lê Hồng Phong, TP. Hồ Chí Minh | 70        | 30   | 140      | 20      | 260       |
| Trương Tấn Dũng      | THPT Trung Giã, Hà Nội                     | 40        | 10   | 80       | -10     | 120       |
| Nguyễn Trọng Nghĩa   | THPT Kiến An, Hải Phòng                    | 90        | 0    | 20       | 100     | 210       |
| Trần Nguyễn Nhất Tín | THPT Đức Linh, Bình Thuận                  | 60        | 10   | 90       | 60      | 220       |

### Trận 31: Tuần 1 Tháng 2 Quý 3
Phát sóng: 13 giờ ngày 1 tháng 4 năm 2018
Nguyễn Hoàng Cường trở thành thí sinh đầu tiên giành được số điểm tối đa của phần thi Khởi động chỉ trong 53 giây (còn dư đến 7 giây).
| Họ và tên thí sinh | Trường                            | Khởi động | VCNV | Tăng tốc | Về đích | Tổng điểm |
| ------------------ | --------------------------------- | --------- | ---- | -------- | ------- | --------- |
| Nguyễn Hoàng Cường | THPT Hòn Gai, Quảng Ninh          | 120       | 60   | 80       | 110     | 370       |
| Vương Trung Hiếu   | THPT Chuyên Lê Quý Đôn, Khánh Hoà | 70        | 10   | 90       | 50      | 220       |
| Nguyễn Thị Lan Anh | THPT Thanh Oai A, Hà Nội          | 50        | 0    | 70       | -40     | 80        |
| Nguyễn Thị Thuỷ    | THPT Tôn Đức Thắng, Đồng Nai      | 10        | 10   | 30       | -60     | -10       |

### Trận 32: Tuần 2 Tháng 2 Quý 3
Phát sóng: 13 giờ ngày 8 tháng 4 năm 2018
| Họ và tên thí sinh | Trường                                             | Khởi động | VCNV | Tăng tốc | Về đích | Tổng điểm |
| ------------------ | -------------------------------------------------- | --------- | ---- | -------- | ------- | --------- |
| Hoàng Văn Nam      | THPT Phạm Hồng Thái, Nghệ An                       | 50        | 0    | 70       | -50     | 70        |
| Lê Thị Thuỳ Dương  | THCS & THPT Đông Du, Đắk Lắk                       | 50        | 10   | 60       | 0       | 120       |
| Ngô Huyền Trang    | THPT Chuyên Khoa học Tự nhiên, ĐHQG Hà Nội, Hà Nội | 60        | 90   | 50       | 65      | 265       |
| Phạm Đức Quang     | THPT Tứ Kỳ, Hải Dương                              | 20        | 10   | 50       | 100     | 180       |

### Trận 33: Tuần 3 Tháng 2 Quý 3
Phát sóng: 13 giờ ngày 15 tháng 4 năm 2018
| Họ và tên thí sinh | Trường                                | Khởi động | VCNV | Tăng tốc | Về đích | Tổng điểm |
| ------------------ | ------------------------------------- | --------- | ---- | -------- | ------- | --------- |
| Bùi Đức Huy        | THPT Lý Thường Kiệt, Hải Phòng        | 70        | 0    | 80       | 100     | 250       |
| Nguyễn Ngọc Huy    | THPT số 3 Tuy Phước, Bình Định        | 50        | 0    | 90       | 80      | 220       |
| Đặng Thị Hoài Anh  | THPT Ứng Hoà A, Hà Nội                | 20        | 0    | 10       | -50     | -20       |
| Đỗ Thị Thanh Trúc  | THPT Chuyên Huỳnh Mẫn Đạt, Kiên Giang | 60        | 10   | 140      | -55     | 155       |

### Trận 34: Tháng 2 Quý 3
Phát sóng: 13 giờ ngày 22 tháng 4 năm 2018
| Họ và tên thí sinh | Trường                                             | Khởi động | VCNV | Tăng tốc | Về đích | Tổng điểm |
| ------------------ | -------------------------------------------------- | --------- | ---- | -------- | ------- | --------- |
| Bùi Đức Huy        | THPT Lý Thường Kiệt, Hải Phòng                     | 40        | 10   | 100      | 10      | 160       |
| Ngô Huyền Trang    | THPT Chuyên Khoa học Tự nhiên, ĐHQG Hà Nội, Hà Nội | 90        | 0    | 0        | 110     | 200       |
| Nguyễn Ngọc Huy    | THPT số 3 Tuy Phước, Bình Định                     | 40        | 80   | 40       | -45     | 115       |
| Nguyễn Hoàng Cường | THPT Hòn Gai, Quảng Ninh                           | 100       | 0    | 60       | 50      | 210       |

### Trận 35: Tuần 1 Tháng 3 Quý 3
Phát sóng: 13 giờ 2 phút ngày 29 tháng 4 năm 2018
| Họ và tên thí sinh    | Trường                          | Khởi động | VCNV | Tăng tốc | Về đích | Tổng điểm |
| --------------------- | ------------------------------- | --------- | ---- | -------- | ------- | --------- |
| Nguyễn Thị Anh Trúc   | THPT Nam Đàn 1, Nghệ An         | 60        | 20   | 10       | 110     | 200       |
| Nguyễn Quý Dương      | THPT Phù Cừ, Hưng Yên           | 60        | 0    | 50       | -35     | 75        |
| Lê Nguyễn Hữu Quốc    | THPT Chuyên Hùng Vương, Gia Lai | 80        | 20   | 120      | 50      | 270       |
| Nguyễn Thị Hương Thảo | THPT Sơn Hà, Quảng Ngãi         | 20        | 10   | 30       | -50     | 10        |

### Trận 36: Tuần 2 Tháng 3 Quý 3
Phát sóng: 13 giờ ngày 6 tháng 5 năm 2018
| Họ và tên thí sinh   | Trường                          | Khởi động | VCNV | Tăng tốc | Về đích | Tổng điểm |
| -------------------- | ------------------------------- | --------- | ---- | -------- | ------- | --------- |
| Nguyễn Tạ Kiều Trinh | THPT Chuyên Hùng Vương, Phú Thọ | 30        | 10   | 50       | -10     | 80        |
| Đoàn Văn Hoàn Vũ     | THPT Nguyễn Trãi, Ninh Thuận    | 10        | 0    | 100      | -80     | 30        |
| Trần Thị Yến Linh    | THPT Lê Hoàn Chiếu, Bến Tre     | 40        | 20   | 30       | 0       | 90        |
| Nguyễn Tiến Quang    | THPT Quảng Oai, Hà Nội          | 90        | 70   | 110      | 55      | 325       |

### Trận 37: Tuần 3 Tháng 3 Quý 3
Phát sóng: 13 giờ 10 phút ngày 13 tháng 5 năm 2018
| Họ và tên thí sinh | Trường                             | Khởi động | VCNV | Tăng tốc | Về đích | Tổng điểm |
| ------------------ | ---------------------------------- | --------- | ---- | -------- | ------- | --------- |
| Phạm Quốc Trung    | THPT Tùng Thiện, Hà Nội            | 90        | 10   | 90       | 50      | 240       |
| Đỗ Thành Đạt       | THPT Tiên Hưng, Thái Bình          | 50        | 90   | 90       | 25      | 255       |
| Võ Trần Đông Dương | THPT Chuyên Hoàng Lê Kha, Tây Ninh | 30        | 10   | 60       | -5      | 95        |
| Nguyễn Đình Thống  | THPT Võ Thị Hồng, Cà Mau           | 60        | 0    | 120      | 40      | 220       |

### Trận 38: Tháng 3 Quý 3
Phát sóng: 13 giờ 11 phút ngày 20 tháng 5 năm 2018
| Họ và tên thí sinh | Trường                          | Khởi động | VCNV | Tăng tốc | Về đích | Tổng điểm |
| ------------------ | ------------------------------- | --------- | ---- | -------- | ------- | --------- |
| Phạm Quốc Trung    | THPT Tùng Thiện, Hà Nội         | 30        | 10   | 20       | 20      | 80        |
| Đỗ Thành Đạt       | THPT Tiên Hưng, Thái Bình       | 30        | 60   | 90       | 0       | 180       |
| Nguyễn Tiến Quang  | THPT Quảng Oai, Hà Nội          | 80        | 10   | 70       | 85      | 245       |
| Lê Nguyễn Hữu Quốc | THPT Chuyên Hùng Vương, Gia Lai | 70        | 10   | 150      | 20      | 250       |

### Trận 39: Quý 3
Phát sóng: 13 giờ ngày 27 tháng 5 năm 2018
| Họ và tên thí sinh | Trường                                     | Khởi động | VCNV | Tăng tốc | Về đích | Tổng điểm |
| ------------------ | ------------------------------------------ | --------- | ---- | -------- | ------- | --------- |
| Lâm Nhựt Thịnh     | THPT Chuyên Lê Hồng Phong, TP. Hồ Chí Minh | 100       | 0    | 40       | 45      | 185       |
| Nguyễn Tiến Quang  | THPT Quảng Oai, Hà Nội                     | 70        | 10   | 80       | -20     | 140       |
| Nguyễn Hoàng Cường | THPT Hòn Gai, Quảng Ninh                   | 100       | 80   | 100      | 40      | 320       |
| Lê Nguyễn Hữu Quốc | THPT Chuyên Hùng Vương, Gia Lai            | 80        | 0    | 110      | 40      | 230       |

### Trận 40: Tuần 1 Tháng 1 Quý 4
Phát sóng: 13 giờ ngày 3 tháng 6 năm 2018
| Họ và tên thí sinh  | Trường                                 | Khởi động | VCNV | Tăng tốc | Về đích | Tổng điểm |
| ------------------- | -------------------------------------- | --------- | ---- | -------- | ------- | --------- |
| Phạm Lê Trung Hiếu  | THPT Trần Văn Thành, An Giang          | 90        | 0    | 100      | 60      | 250       |
| Nguyễn Hoàng Sơn    | THPT Bàu Bàng, Bình Dương              | 40        | 0    | 50       | -55     | 35        |
| Ngô Khánh Huyền     | THPT Kinh Môn, Hải Dương               | 50        | 0    | 50       | 0       | 100       |
| Nguyễn Hải Hà Giang | THPT Chuyên Hà Nội - Amsterdam, Hà Nội | 90        | 70   | 70       | 65      | 295       |

### Trận 41: Tuần 2 Tháng 1 Quý 4
Phát sóng: 13 giờ ngày 10 tháng 6 năm 2018
Đây là cuộc thi đầu tiên có 2 thí sinh cùng đạt điểm tuyệt đối ở phần thi Khởi động và có thí sinh nữ đầu tiên làm được điều này.
| Họ và tên thí sinh   | Trường                              | Khởi động | VCNV | Tăng tốc | Về đích | Tổng điểm |
| -------------------- | ----------------------------------- | --------- | ---- | -------- | ------- | --------- |
| Trương Võ Thành Nhân | THPT Cư M'Gar, Đắk Lắk              | 120       | 0    | 80       | 70      | 270       |
| Trần Hoàng Yến Nhi   | THPT Nguyễn Thần Hiến, Kiên Giang   | 120       | 20   | 90       | 20      | 250       |
| Hà Xuân Thái Anh     | THPT Chuyên Lam Sơn, Thanh Hoá      | 60        | 10   | 100      | 15      | 185       |
| Phùng Trâm Anh       | THPT Cao Bá Quát - Quốc Oai, Hà Nội | 80        | 10   | 40       | 40      | 170       |

### Trận 42: Tuần 3 Tháng 1 Quý 4
Phát sóng: 13 giờ ngày 17 tháng 6 năm 2018
| Họ và tên thí sinh | Trường                            | Khởi động | VCNV | Tăng tốc | Về đích | Tổng điểm |
| ------------------ | --------------------------------- | --------- | ---- | -------- | ------- | --------- |
| Võ Minh Hiển       | THPT Chuyên Đại học Vinh, Nghệ An | 80        | 10   | 110      | 30      | 230       |
| Trần Quang Phú     | THPT Gò Vấp, TP. Hồ Chí Minh      | 40        | 10   | 90       | -85     | 55        |
| Lê Thanh Tân Nhật  | THPT Thị xã Quảng Trị, Quảng Trị  | 70        | 90   | 70       | 70      | 300       |
| Vũ Chí Kỳ Anh      | THPT Lục Nam, Bắc Giang           | 40        | 10   | 30       | 70      | 150       |

### Trận 43: Tháng 1 Quý 4
Phát sóng: 13 giờ ngày 24 tháng 6 năm 2018
| Họ và tên thí sinh   | Trường                                 | Khởi động | VCNV | Tăng tốc | Về đích | Tổng điểm |
| -------------------- | -------------------------------------- | --------- | ---- | -------- | ------- | --------- |
| Trần Hoàng Yến Nhi   | THPT Nguyễn Thần Hiến, Kiên Giang      | 50        | 0    | 70       | -65     | 55        |
| Trương Võ Thành Nhân | THPT Cư M'Gar, Đắk Lắk                 | 60        | 40   | 60       | 40      | 200       |
| Nguyễn Hải Hà Giang  | THPT Chuyên Hà Nội - Amsterdam, Hà Nội | 60        | 10   | 110      | -10     | 170       |
| Lê Thanh Tân Nhật    | THPT Thị xã Quảng Trị, Quảng Trị       | 70        | 0    | 110      | 70      | 250       |

### Trận 44: Tuần 1 Tháng 2 Quý 4
Phát sóng: 13 giờ ngày 1 tháng 7 năm 2018
| Họ và tên thí sinh | Trường                               | Khởi động | VCNV | Tăng tốc | Về đích | Tổng điểm |
| ------------------ | ------------------------------------ | --------- | ---- | -------- | ------- | --------- |
| Trần Thị Thuỳ Tiên | THPT Nguyễn Chí Thanh, TP. Huế       | 70        | 20   | 110      | 40      | 240       |
| Trần Thanh Huyền   | THCS & THPT Hai Bà Trưng, Vĩnh Phúc  | 40        | 10   | 90       | 50      | 190       |
| Nguyễn Trí Dũng    | THPT Đan Phượng, Hà Nội              | 40        | 80   | 80       | 25      | 225       |
| Đào Dương Phụng    | THPT Chuyên Lương Văn Chánh, Phú Yên | 60        | 10   | 110      | 50      | 230       |

### Trận 45: Tuần 2 Tháng 2 Quý 4
Phát sóng: 13 giờ 17 phút ngày 8 tháng 7 năm 2018
| Họ và tên thí sinh | Trường                               | Khởi động | VCNV | Tăng tốc | Về đích | Tổng điểm |
| ------------------ | ------------------------------------ | --------- | ---- | -------- | ------- | --------- |
| Trang Công Nương   | THPT Tân Châu, An Giang              | 40        | 20   | 80       | -30     | 110       |
| Nguyễn Thế Anh     | THPT Đa Phúc, Hà Nội                 | 70        | 30   | 130      | 70      | 300       |
| Phan Thị Hà Giang  | THPT Nhơn Trạch, Đồng Nai            | 40        | 30   | 50       | -5      | 115       |
| Ngô Hồng Sơn       | THPT Chuyên Thái Nguyên, Thái Nguyên | 50        | 30   | 60       | 10      | 150       |

### Trận 46: Tuần 3 Tháng 2 Quý 4
Phát sóng: 13 giờ 13 phút ngày 15 tháng 7 năm 2018
| Họ và tên thí sinh   | Trường                                 | Khởi động | VCNV | Tăng tốc | Về đích | Tổng điểm |
| -------------------- | -------------------------------------- | --------- | ---- | -------- | ------- | --------- |
| Nguyễn Thị Linh      | THPT Tứ Kỳ, Hải Dương                  | 50        | 30   | 100      | -55     | 125       |
| Trương Nguyệt Quế    | THPT Nguyễn Đình Chiểu, Tiền Giang     | 50        | 20   | 120      | 10      | 200       |
| Đỗ Anh Tài           | THPT Củ Chi, TP. Hồ Chí Minh           | 40        | 30   | 70       | 50      | 190       |
| Trần Đình Kiến Giang | THPT Chuyên Võ Nguyên Giáp, Quảng Bình | 60        | 50   | 100      | 20      | 230       |

### Trận 47: Tháng 2 Quý 4
Phát sóng: 13 giờ 12 phút ngày 22 tháng 7 năm 2018
| Họ và tên thí sinh   | Trường                                 | Khởi động | VCNV | Tăng tốc | Về đích | Tổng điểm |
| -------------------- | -------------------------------------- | --------- | ---- | -------- | ------- | --------- |
| Nguyễn Thế Anh       | THPT Đa Phúc, Hà Nội                   | 70        | 40   | 40       | -40     | 110       |
| Trần Đình Kiến Giang | THPT Chuyên Võ Nguyên Giáp, Quảng Bình | 60        | 40   | 110      | 25      | 235       |
| Đào Dương Phụng      | THPT Chuyên Lương Văn Chánh, Phú Yên   | 80        | 30   | 120      | 50      | 280       |
| Trần Thị Thuỳ Tiên   | THPT Nguyễn Chí Thanh, TP. Huế         | 50        | 20   | 40       | 90      | 200       |

### Trận 48: Tuần 1 Tháng 3 Quý 4
Phát sóng: 13 giờ ngày 29 tháng 7 năm 2018
Nhật Hoàng trở thành thí sính thứ 2 (sau thí sinh Nguyễn Hoàng Cường đến từ Trường THPT Hòn Gai, Quảng Ninh) ở cuộc thi Tuần 1 - Tháng 2 - Quý 3 đạt số điểm cao nhất của năm thứ 18 (370 điểm).
| Họ và tên thí sinh | Trường                              | Khởi động | VCNV | Tăng tốc | Về đích | Tổng điểm |
| ------------------ | ----------------------------------- | --------- | ---- | -------- | ------- | --------- |
| Nguyễn Tiến Mạnh   | THPT Bỉm Sơn, Thanh Hoá             | 100       | 10   | 140      | 60      | 310       |
| Vũ Lê Hà Anh       | THPT Trần Phú, Lâm Đồng             | 50        | 10   | 60       | 30      | 150       |
| Nguyễn Nhật Hoàng  | THPT Chuyên Lê Hồng Phong, Nam Định | 70        | 90   | 110      | 100     | 370       |
| Đào Thảo Trang     | THPT số 1 Bảo Yên, Lào Cai          | 60        | 10   | 40       | -30     | 80        |

### Trận 49: Tuần 2 Tháng 3 Quý 4
Phát sóng: 13 giờ 12 phút ngày 5 tháng 8 năm 2018
| Họ và tên thí sinh | Trường                                | Khởi động | VCNV | Tăng tốc | Về đích | Tổng điểm |
| ------------------ | ------------------------------------- | --------- | ---- | -------- | ------- | --------- |
| Phạm Tiến Trường   | THPT Chuyên Nguyễn Tất Thành, Yên Bái | 60        | 10   | 70       | 65      | 205       |
| Phạm Hoàng Thảo    | THPT Dĩ An, Bình Dương                | 70        | 90   | 50       | 0       | 210       |
| Đinh Viết Tỵ       | THPT Đô Lương 1, Nghệ An              | 50        | 10   | 80       | 55      | 195       |
| Hoàng Minh Đức     | THPT Phan Đình Phùng, Hà Nội          | 110       | 10   | 150      | 0       | 270       |

### Trận 50: Tuần 3 Tháng 3 Quý 4
Phát sóng: 13 giờ ngày 12 tháng 8 năm 2018
| Họ và tên thí sinh | Trường                                     | Khởi động | VCNV | Tăng tốc | Về đích | Tổng điểm |
| ------------------ | ------------------------------------------ | --------- | ---- | -------- | ------- | --------- |
| Đặng Thị Bình      | THPT Vĩnh Bảo, Hải Phòng                   | 90        | 20   | 100      | 5       | 215       |
| Trương Tự Đức      | THPT Đức Hoà, Long An                      | 60        | 20   | 60       | 30      | 170       |
| Nguyễn Mỹ Vân      | THPT Chuyên Đại học Sư phạm Hà Nội, Hà Nội | 40        | 20   | 140      | -10     | 190       |
| Tô Thanh Phong     | THPT Hùng Vương, Bình Thuận                | 60        | 50   | 90       | 30      | 230       |

### Trận 51: Tháng 3 Quý 4
Phát sóng: 13 giờ 19 phút ngày 19 tháng 8 năm 2018
| Họ và tên thí sinh | Trường                              | Khởi động | VCNV | Tăng tốc | Về đích | Tổng điểm |
| ------------------ | ----------------------------------- | --------- | ---- | -------- | ------- | --------- |
| Nguyễn Nhật Hoàng  | THPT Chuyên Lê Hồng Phong, Nam Định | 50        | 20   | 90       | 35      | 195       |
| Tô Thanh Phong     | THPT Hùng Vương, Bình Thuận         | 60        | 10   | 40       | 5       | 115       |
| Nguyễn Tiến Mạnh   | THPT Bỉm Sơn, Thanh Hoá             | 60        | 30   | 100      | 40      | 230       |
| Hoàng Minh Đức     | THPT Phan Đình Phùng, Hà Nội        | 100       | 40   | 70       | 40      | 250       |

### Trận 52: Quý 4
Phát sóng: 13 giờ 23 phút ngày 26 tháng 8 năm 2018
| Họ và tên thí sinh   | Trường                                 | Khởi động | VCNV | Tăng tốc | Về đích | Tổng điểm |
| -------------------- | -------------------------------------- | --------- | ---- | -------- | ------- | --------- |
| Lê Thanh Tân Nhật    | THPT Thị xã Quảng Trị, Quảng Trị       | 90        | 10   | 80       | 95      | 275       |
| Đào Dương Phụng      | THPT Chuyên Lương Văn Chánh, Phú Yên   | 50        | 90   | 100      | 10      | 250       |
| Hoàng Minh Đức       | THPT Phan Đình Phùng, Hà Nội           | 10        | 10   | 20       | -30     | 10        |
| Trần Đình Kiến Giang | THPT Chuyên Võ Nguyên Giáp, Quảng Bình | 60        | 0    | 90       | -70     | 80        |

### Trận 53: Chung kết năm
| Họ và tên thí sinh    | Trường                                 | Khởi động | VCNV | Tăng tốc | Về đích | Tổng điểm |
| --------------------- | -------------------------------------- | --------- | ---- | -------- | ------- | --------- |
| Lê Thanh Tân Nhật     | THPT Thị xã Quảng Trị, Quảng Trị       | 60        | 0    | 40       | 20      | 120       |
| Nguyễn Hữu Quang Nhật | THPT Phan Châu Trinh, Đà Nẵng          | 70        | 10   | 70       | -35     | 115       |
| Chu Quang Trường      | THPT Nguyễn Chí Thanh, TP. Hồ Chí Minh | 90        | 60   | 0        | -50     | 100       |
| Nguyễn Hoàng Cường    | THPT Hòn Gai, Quảng Ninh               | 50        | 0    | 100      | 90      | 240       |

- Dẫn chương trình tại các điểm cầu: Trần Hồng Ngọc (điểm cầu Đà Nẵng), Dương Sơn Lâm (điểm cầu TP.HCM), Bùi Mai Trang (điểm cầu Quảng Ninh), Lưu Minh Vũ & Nguyễn Hoàng Linh (điểm cầu Quảng Trị).
- Kể từ trận chung kết này, MC Ngọc Huy chính thức trở thành người dẫn cặp cùng với MC Diệp Chi.

## Tổng kết
Dưới đây là thống kê các điểm số cao của các phần thi và trận đấu mà mỗi thí sinh giành được và số thí sinh của các tỉnh, thành đã tham gia chương trình. 
| TỈNH, THÀNH       | TUẦN | THÁNG | QUÝ | NĂM | TỔNG |
| ----------------- | ---- | ----- | --- | --- | ---- |
| An Giang          | 3    |       |     |     | 3    |
| Bà Rịa - Vũng Tàu | 1    |       | 1   |     | 2    |
| Bạc Liêu          | 0    |       |     |     | 0    |
| Bắc Giang         | 2    |       |     |     | 2    |
| Bắc Kạn           |      | 1     |     |     | 1    |
| Bắc Ninh          | 0    |       |     |     | 0    |
| Bến Tre           | 2    |       |     |     | 2    |
| Bình Dương        | 4    |       |     |     | 4    |
| Bình Định         |      | 1     | 1   |     | 2    |
| Bình Phước        | 1    |       |     |     | 1    |
| Bình Thuận        |      | 3     |     |     | 3    |
| Cà Mau            | 1    |       |     |     | 1    |
| Cao Bằng          | 1    |       |     |     | 1    |
| Cần Thơ           | 1    | 1     |     |     | 2    |
| Đà Nẵng           | 1    |       |     | 1   | 2    |
| Đắk Lắk           | 3    | 1     |     |     | 4    |
| Đắk Nông          | 0    |       |     |     | 0    |
| Đồng Nai          | 4    |       |     |     | 4    |
| Đồng Tháp         | 1    |       |     |     | 1    |
| Điện Biên         |      | 1     |     |     | 1    |
| Gia Lai           |      | 1     | 1   |     | 2    |
| Hà Giang          | 0    |       |     |     | 0    |
| Hà Nam            | 1    |       |     |     | 1    |
| Hà Nội            | 16   | 9     | 3   |     | 28   |
| Hà Tĩnh           | 1    |       |     |     | 1    |
| Hải Dương         | 5    |       |     |     | 5    |
| Hải Phòng         | 2    | 2     |     |     | 4    |
| Hậu Giang         | 0    |       |     |     | 0    |
| Hoà Bình          | 0    |       |     |     | 0    |
| Hưng Yên          | 2    |       |     |     | 2    |
| Khánh Hoà         | 2    |       |     |     | 2    |
| Kiên Giang        | 1    | 1     |     |     | 2    |
| Kon Tum           | 1    |       |     |     | 1    |
| Lai Châu          | 1    |       |     |     | 1    |
| Lạng Sơn          |      |       | 1   |     | 1    |
| Lào Cai           | 1    |       |     |     | 1    |
| Lâm Đồng          | 2    |       | 1   |     | 3    |
| Long An           | 1    |       |     |     | 1    |
| Nam Định          |      | 1     |     |     | 1    |
| Nghệ An           | 4    | 1     |     |     | 5    |
| Ninh Bình         | 2    |       |     |     | 2    |
| Ninh Thuận        | 1    | 1     |     |     | 2    |
| Phú Thọ           | 2    |       |     |     | 2    |
| Phú Yên           |      | 1     | 1   |     | 2    |
| Quảng Nam         |      | 2     |     |     | 2    |
| Quảng Bình        |      |       | 1   |     | 1    |
| Quảng Ngãi        | 1    |       | 1   |     | 2    |
| Quảng Ninh        | 1    |       |     | 1   | 2    |
| Quảng Trị         | 1    | 1     |     | 1   | 3    |
| Sơn La            | 1    |       |     |     | 1    |
| Sóc Trăng         | 0    |       |     |     | 0    |
| Tây Ninh          | 1    |       |     |     | 1    |
| Thái Bình         | 1    | 1     |     |     | 2    |
| Thái Nguyên       | 3    |       |     |     | 3    |
| Thanh Hoá         | 3    | 1     |     |     | 4    |
| TP. Huế           |      | 2     |     |     | 2    |
| Tiền Giang        | 1    |       |     |     | 1    |
| TP. Hồ Chí Minh   | 6    |       | 1   | 1   | 8    |
| Trà Vinh          | 1    |       |     |     | 1    |
| Tuyên Quang       | 0    |       |     |     | 0    |
| Vĩnh Long         | 1    |       |     |     | 1    |
| Vĩnh Phúc         | 3    |       |     |     | 3    |
| Yên Bái           | 2    |       |     |     | 2    |
| Tổng (cả nước)    | 96   | 32    | 12  | 4   | 144  |

Điểm trung bình của các thí sinh về nhất qua tất cả các trận đã phát sóng: 265 điểm.

### Kỷ lục
| Khởi động (điểm số tối đa): | Khởi động (điểm số tối đa):       | Khởi động (điểm số tối đa): | Khởi động (điểm số tối đa): |
| Tên thí sinh                | Trường                            | Trận                        | Điểm số                     |
| --------------------------- | --------------------------------- | --------------------------- | --------------------------- |
| Nguyễn Hoàng Cường          | THPT Hòn Gai, Quảng Ninh          | 31                          | 120                         |
| Trương Võ Thành Nhân        | THPT Cư M'Gar, Đắk Lắk            | 41                          | 120                         |
| Trần Hoàng Yến Nhi          | THPT Nguyễn Thần Hiến, Kiên Giang | 41                          | 120                         |

| Vượt chướng ngại vật (điểm số tối đa): | Vượt chướng ngại vật (điểm số tối đa):             | Vượt chướng ngại vật (điểm số tối đa): | Vượt chướng ngại vật (điểm số tối đa): |
| Tên thí sinh                           | Trường                                             | Trận                                   | Điểm số                                |
| -------------------------------------- | -------------------------------------------------- | -------------------------------------- | -------------------------------------- |
| Nguyễn Đỗ Hoàng Giang                  | THPT Chuyên Lê Quý Đôn, Ninh Thuận                 | 10                                     | 90                                     |
| Trần Minh Thảo                         | THPT Phạm Văn Đồng, Quảng Ngãi                     | 12                                     | 90                                     |
| Võ Thanh Long                          | THPT Chuyên Lê Quý Đôn, Quảng Trị                  | 15                                     | 90                                     |
| Hoàng Thị Thanh Ngân                   | THPT Chuyên Sơn La, Sơn La                         | 18                                     | 90                                     |
| Nguyễn Đăng Tuấn Anh                   | THPT Chuyên Nguyễn Huệ, Hà Nội                     | 24                                     | 90                                     |
| Chu Quang Trường                       | THPT Nguyễn Chí Thanh, TP. Hồ Chí Minh             | 25                                     | 90                                     |
| Ngô Huyền Trang                        | THPT Chuyên Khoa học Tự nhiên, ĐHQG Hà Nội, Hà Nội | 32                                     | 90                                     |
| Đỗ Thành Đạt                           | THPT Tiên Hưng, Thái Bình                          | 37                                     | 90                                     |
| Lê Thanh Tân Nhật                      | THPT Thị xã Quảng Trị, Quảng Trị                   | 42                                     | 90                                     |
| Nguyễn Nhật Hoàng                      | THPT Chuyên Lê Hồng Phong, Nam Định                | 49                                     | 90                                     |
| Phạm Hoàng Thảo                        | THPT Dĩ An, Bình Dương                             | 50                                     | 90                                     |
| Đào Dương Phụng                        | THPT Chuyên Lương Văn Chánh, Phú Yên               | 52                                     | 90                                     |

| Tăng tốc (điểm số tối đa): | Tăng tốc (điểm số tối đa): | Tăng tốc (điểm số tối đa): | Tăng tốc (điểm số tối đa): |
| Tên thí sinh               | Trường                     | Trận                       | Điểm số                    |
| -------------------------- | -------------------------- | -------------------------- | -------------------------- |
|                            |                            |                            |                            |

| Về đích (điểm tuyệt đối cho một lượt thi, không bao gồm điểm giành những thí sinh khác): | Về đích (điểm tuyệt đối cho một lượt thi, không bao gồm điểm giành những thí sinh khác): | Về đích (điểm tuyệt đối cho một lượt thi, không bao gồm điểm giành những thí sinh khác): | Về đích (điểm tuyệt đối cho một lượt thi, không bao gồm điểm giành những thí sinh khác): |
| Tên thí sinh                                                                             | Trường                                                                                   | Trận                                                                                     | Điểm số                                                                                  |
| ---------------------------------------------------------------------------------------- | ---------------------------------------------------------------------------------------- | ---------------------------------------------------------------------------------------- | ---------------------------------------------------------------------------------------- |
| Nguyễn Nhật Hoàng                                                                        | THPT Chuyên Lê Hồng Phong, Nam Định                                                      | 49                                                                                       | 110                                                                                      |
| Nguyễn Thị Anh Trúc                                                                      | THPT Nam Đàn 1, Nghệ An                                                                  | 35                                                                                       | 90                                                                                       |

| Tổng điểm cao nhất: | Tổng điểm cao nhất:                 | Tổng điểm cao nhất: | Tổng điểm cao nhất: |
| Tên thí sinh        | Trường                              | Trận                | Điểm số             |
| ------------------- | ----------------------------------- | ------------------- | ------------------- |
| Nguyễn Hoàng Cường  | THPT Hòn Gai, Quảng Ninh            | 31                  | 370                 |
| Nguyễn Nhật Hoàng   | THPT Chuyên Lê Hồng Phong, Nam Định | 49                  | 370                 |